# Ковш Новой Голландии
Ковш Но́вой Голла́ндии, он же Гава́нец, — искусственный водоём в середине острова Новая Голландия, Санкт-Петербург. Имеет выход по одному каналу в реку Мойку, по другому — в соседний Крюков канал.

## История

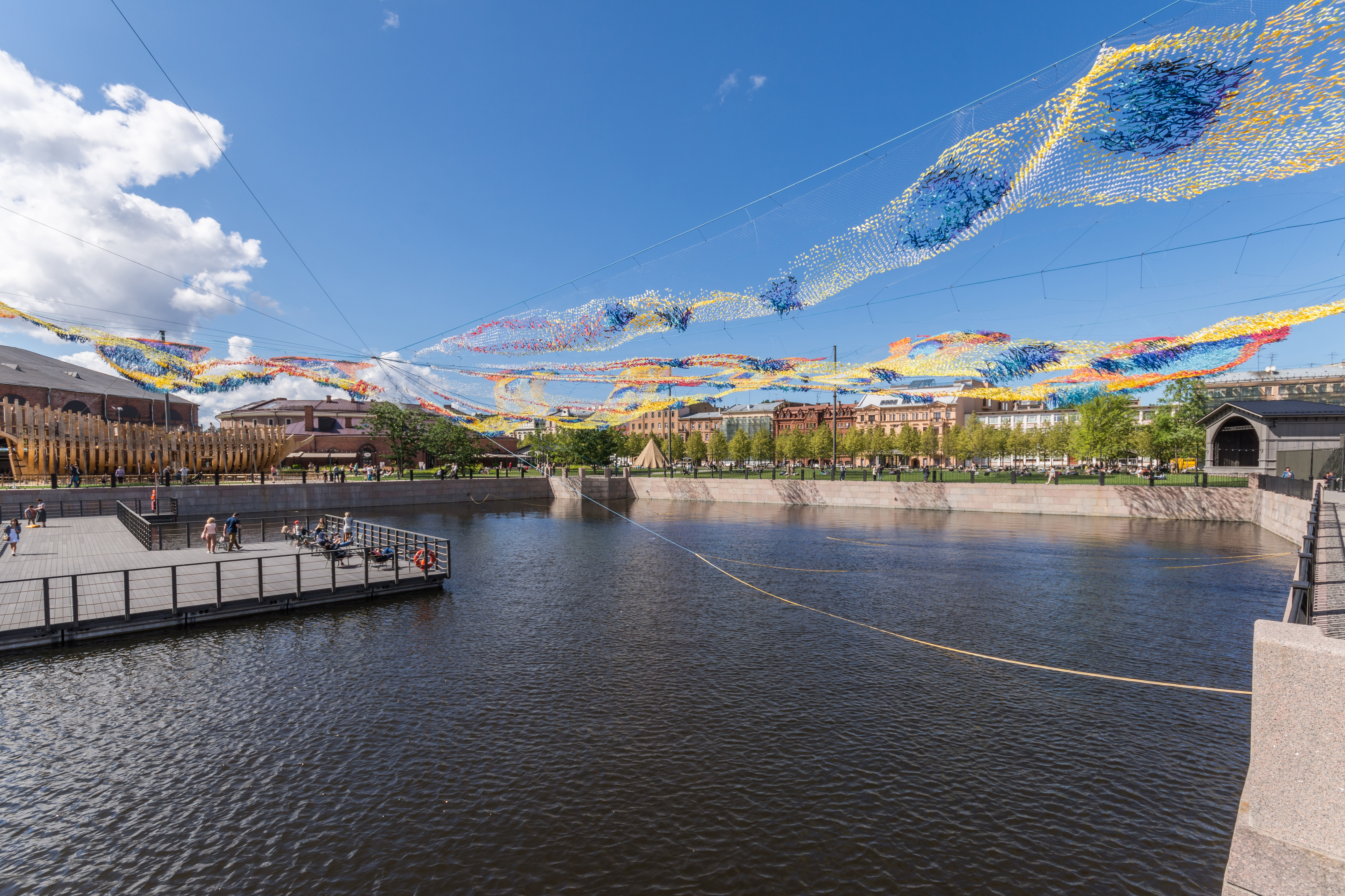
Ковш после реконструкции

Был выкопан ещё при Петре I в начале XVIII века, во второй половине этого же века реконструирован.
Является составным элементом памятника архитектуры федерального значения «Новая Голландия» и входит в число охраняемых объектов. На его берегу находилось здание опытового бассейна, в котором испытывались модели российских кораблей (в настоящее время утрачено).

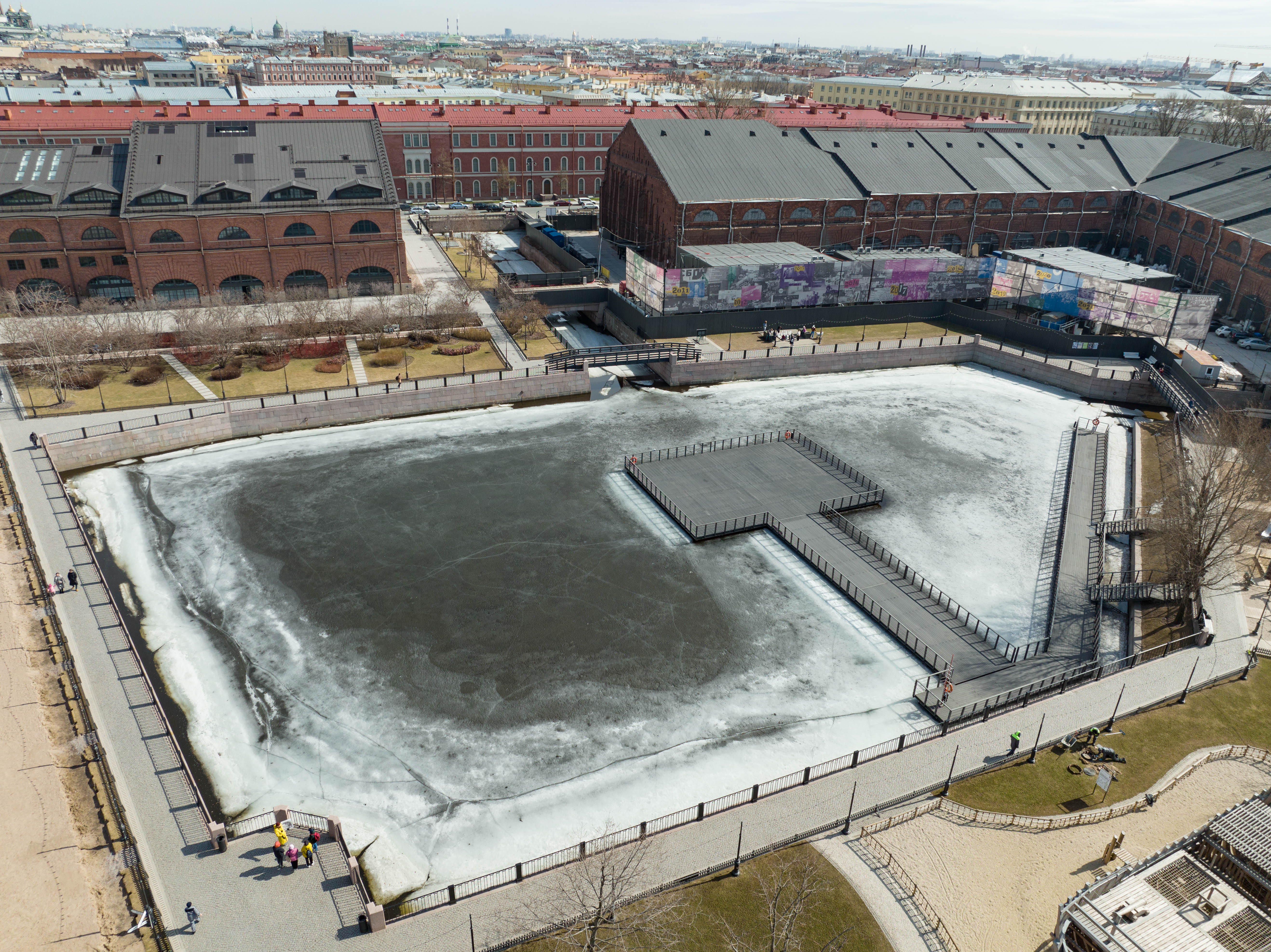
Ковш после реконструкции, вид сверху

### Опытовый бассейн
Из-за ограниченного пространства в Новом Адмиралтействе было невозможно построить опытовый бассейн. Поэтому его было решено выкопать в Новой Голландии. Проект бассейна был разработан в 1891 году инженером-полковником Н. П. Дуткиным совместно с корабельным инженером А. А. Грехневым. Опытовый бассейн был спроектирован как уникальная лаборатория для исследования сопротивления воды при движении судов. Его длина составляла 120 метров, ширина — 6,7 метра, а глубина — 3 метра. При разработке проекта бассейна учитывалось, что испытываемые суда могут быть больших размеров, поэтому глубина и ширина бассейна были больше, чем у аналогичного бассейна в Хаслере.
Опытовый бассейн начали использовать уже в 1894 году. С января 1900 по 1908 год заведующим уникальной лабораторией в Новой Голландии стал учёный Александр Николаевич Крылов. Он разработал принципы и методы работы бассейна, создал ряд приборов и средств измерения, участвовал в испытаниях моделей кораблей. При нём бассейн превратился в многопрофильное научное учреждение. Над ним было построено одноэтажное кирпичное здание на собственном фундаменте, предназначавшееся для наблюдения за проводимыми опытами и испытаниями. Для обеспечения наилучшего освещения в здании были сделаны оконные проёмы с двух сторон.
Известно, что Крылов проводил секретные работы по испытанию различных моделей судов. Например, модели крейсера «Аврора», первого в мире линейного ледокола «Ермак» и первой отечественной подводной лодки «Дельфин».